# Tiago Lemos
Tiago Lemos ( Campinas, 26 de abril de 1991 ), es un skater brasileño patrocinado por New Balance Numeric, Primitive, Independent Trucks, Crupiê Wheels, Andale Bearings, Mob, Murk Co . En 2021 ganó el torneo King of MACBA 4 de Barcelona . Ha participado en algunas ediciones de X Games.